# Hafnarfjarðarvegur
Der Hafnarfjarðarvegur  ist eine Hauptstraße im Hauptstadtgebiet von Island.
Sie verläuft auf einer Länge von 9,4 km zwischen Reykjavík und Hafnarfjörður in nordsüdlicher Richtung.
Die Straße verbindet und durchquert die Städte Reykjavík, Kópavogur, Garðabær und Hafnarfjörður.
Der Hafnarfjarðarvegur verläuft westlich der Reykjanesbraut  und ist auf dieser Strecke um 3,6 km kürzer.